# あぁ愛しの番長さま
『あぁ愛しの番長さま』（あぁいとしのばんちょうさま）は、藤方まゆによる日本の漫画作品。

## 概要
わけあって男子生徒しかいない高校に転入したばかりか、ひょんなことから番長に祭り上げられてしまった少女・平山そうかの、あまりに型破りな高校ライフを描く。白泉社の漫画雑誌『LaLa』およびその増刊誌『LaLa DX』、『LaLaスペシャル』にて2005年から2009年まで断続的に掲載された。『LaLaスペシャル』には番外編が掲載。『LaLa DX』2017年3月号に、8年ぶりに読み切りが掲載され、『LaLa DX』2017年7月号より再び連載を開始し、2019年1月号まで掲載。2019年3月号にて、藤方の体調不良による休載が告知された。

## 登場人物
一部の学校名や生徒名などは歴史上の人物から取られている。また各校の校章は、家紋を元にアレンジされたもの。

### 徳川工業高等学校
略称は「徳工（とっこう）」。神奈川統一していた有名な不良高校。全校生徒は851人。かつては女子生徒もいたが、状況に耐えられず、そうかが転校してきた月のはじめ（10月）に全員転校。このため現在女子生徒はそうか1人で、女尊男卑が激しい。建築科、機械科、電気科、化学科などがある。部活動は野球部、サッカー部、ラグビー部、陸上部など、意外と盛ん（というか部活にしか来ない子多数）。昔から武田大附属とはライバル関係で、なんやかんやで毎年10月末に合同体育祭を開いている（ちなみに正規の体育祭ではなく(両校とも体育祭は6月)、参加は有志であるため、堀田はただのケンカと思っている）。
平山聡花（ひらやま そうか）
4月22日生まれ、おうし座、AB型、身長156cm、体重42kg。化学科1年1組。作中では「そうか」表記（作者曰く「ひらがなで書くとかわいかったから」）だが、生徒手帳やフルネームを名乗る時は漢字表記となる。
主人公。両親が離婚し、母ゆうこに引き取られた。経済的な理由と将来の就職を考え、私立校から工業高校に転校（ちなみに学校を選んだのはそうか本人）。
普段は天然でおっとりしているが、いざという時の行動力は凄まじい。「うーぽん」といううさぎがお気に入りで、うーぽん集めが趣味。本屋でバイトをしている。
当初は男子ばかりの環境に戸惑うが、何だかんだで転校してから毎日登校し、「これからも来るなら何かのために」という理由で、加藤から鉄板を鞄に仕込まれる。その鉄板入り鞄で、偶然番長の木戸を倒してしまい、「番長を倒した奴が次の番長」という掟に従って、次の番長となる。その後は「女に手は出せない」「かわいい」と、存在自体が最強であるため、番長の座は狙われていない。
髪が長かったが、第2話で添島に「番長の座を譲れ」と言われても「添島が番長になったら大変なことになる」と思って黙っていた結果半分髪を切られ、「番長の座は渡さない」と決意表明で、もう半分を自分で切る。ちなみに話数が進む事に伸びている。
加藤に好意を抱いている。お互いに告白はしていないものの、「バカップル」「夫婦」などと揶揄されるほど仲睦まじい。
加藤雄二（かとう ゆうじ）
4月4日生まれ、おひつじ座、A型、身長176cm、体重69kg。通称「雄ちゃん」。
兄弟が多いせいか、保護者気質で世話焼きな性格。困ると固まる癖がある。無自覚な番長バカ筆頭。
両親は他界しており、仕事をしている姉兄に代わって家事をしたり、弟妹の面倒を見ている。総勢12人家族で、9人兄弟の4番目（次男）。両親の事故の際に、消防士やレスキュー隊、救急隊などを見たことがきっかけで、将来は消防士を目指している。
受験の際、武田大附属からスカウトが来ていたが、スポーツは好きではなく、家庭が特殊であるため近場の徳工がいいと断っている。しかし校長の信玄に妹を人質にされて誓約書を書かされ、合同体育祭だけ武田に協力することになる。すべての種目に出て一人勝ちし、そうかを守るために武田を勝利に導いていたが、最後のリレーでアンカーとして出場したそうかの涙を見て自分が何をしているのか疑問を持ち、足を止める。そんな様子を見た信玄がキレて椅子を投げて、そうかが怪我をしたことにより誓約書は無効とし、信玄をぶっ飛ばして徳工に戻ってくる。
前田未来（まえだ みらい）
しし座、O型、身長162cm。
髪が赤く、派手好きで、学ラン（短ラン）の裏地はハート柄。原色を好んでいる。実はクォーター（母がハーフ）。実の父親を知らない。
かつては「木村」という苗字で、「木村未来は嫌な奴」と語る。小5の時に母が離婚、新しい父と合わず、家に帰らなくなった結果不良となる。補導されて警察署にいた時に母親が亡くなったことを聞く。
中2でレイチと知り合い、夏祭りのポスター作りを手伝ってほしいと彼に付きまとわれるようになる。レイチの姉の美術教師の「仲良くしてやってほしいと言った」という話を聞いてしまい、ポスターが口実であると誤解したが、レイチが本当にポスターのことしか考えていないことを知ると吹っ切れる。この頃からよく笑うようになり、現在のような性格に変わっていく。その後、母親の妹・前田ナンシーが見つかり、彼女に引き取られ、「前田未来」となる。ちなみに義母はかなりパンクで趣味が合う。
海老原怜一郎（えびはら れいいちろう）
うお座、B型、身長178cm。通称「レイチ」。
美容院の息子で、未来の髪のカットとカラーをしている。姉が3人いる末っ子長男のため、時々女性語を使う。将来は美容関係に進みたいらしい。外見は王子様風だが、人と教科書を間違えるほどのアホ。
渡瀬駿（わたせ しゅん）
さそり座、B型、身長169cm。通称「シュンシュン」。左利き。
加藤の幼なじみで、彼を「雄ちゃん」と呼んでいる。学ランの裏ボタンを星型にしているなど、意外とオシャレ。風呂の中でまで本を読むほどの読書家だが、話数が進むにつれ読んでいる本がおかしくなっている。赤いフレームが2コ、青いフレームが1コ、銀ブチが1コと合計4コのメガネを持っており、気分で使い分けている。
小4の時の道徳でのバスケ時間にクラスメイトにキツい一言を言ったため、いじめられるようになる。気にしていない素振りをしていたが、内心では傷ついており、加藤から「友達」と言われたことで、1人が嫌だったことに気づく。後に加藤にバスケを教わり、1点差で勝つ。このためバスケが上手い。
前述の一件があってから、加藤が大好きらしく、内心そうかをうざがっているが、実は駿もそうかに惹かれており、よくいじわるしているのは彼なりの愛情表現。そうかに対する想いはひた隠しにし、そうかと加藤を彼なりに応援している。
堀田仁（ほった ひとし）
年齢・誕生日・血液型すべて不明。身長は170cmちょっと。
化学科1年1組の担任。元・徳工生で、発言がバイオレンス（元ヤンの名残説）。毎年夏になると若作りして出てくる、幽霊の祖母がいる。
土井（どい）
徳工の先生。堀田と同じく元・徳工生で同級生。現在も仲が良い。
木戸家康（きど いえやす）
身長198cm。元・番長の3年生。
添島茜（そえじま あかね）
おとめ座、B型、身長173cm。
機械科2年で、2年のボス。番長の座を狙ってそうかをつけ回す。一度は加藤に殴られて気絶するも、再び立ち上がった際、そうかが投げた鉄板入り鞄が当たって完全に倒れた。
大河内拓海（おおこうち たくみ）
イベント事を仕切っている生徒会長。
松田政親（まつだ まさちか）
機械科1年。野球部エース。加藤とは小学校からの付き合い。小3の時は地元のサッカーチームのエースで、ケガをしたメンバーの助っ人として加藤が呼ばれてきた際、ハットトリックで試合を決められる。加藤がチームにエースとして誘われたことで自信喪失してサッカーを辞めた。その後は、柔道やテニスなど様々なスポーツをするが、助っ人にやってきた加藤が大会で優勝をかっさらい、そのたびに自信喪失して辞めている。球技大会で、化学科と機械科の決勝で野球での勝負になるが、野球部である松田から点を取れていなかったことにより、「やっぱり野球部は違う、野球がんばれよ」と加藤に言われ、「ひどいことをしたのに」と感動し、野球を続けることを決意。実は武田大附属に行きたかったらしい。
飯井直弼（いい なおすけ）
27歳。おとめ座、A型、身長172cm。
以前の女性養護教諭が、夫が定年退職したことを機に、田舎へ越したため、新しくやってきた、過剰なほど養護な養護教諭。かなり心配性で、心配しすぎて倒れることすらあり、飯井に専属の保健医が必要なのではと思われるほど。
徳工に来た当初は、加藤の力量から彼が真の番長で、そうかは子分集めに利用されているのではと勘違いする。さらに加藤の家庭事情を知ったことで非行に走っていると勘違いを重ね、そうかの怒りを買う。その際、偶然ニュースでやっていた郵便局銀行が学校へ入り込むが、そうかが怒りのフルパワーを発揮したりしたことで、そうかが（ケンカではない何かが）強いことを知り、誤解は解ける。

#### 加藤家
長女：斉藤冴子（さいとう さえこ）
30歳。春日の兄と18歳の時に結婚。しっかり者。
長男：成一（せいいち）
25歳。いて座、O型、身長178cm。
兄弟を養う大黒柱。女ったらし。冴子には勝てない。
元ホストで、鬼のように金を稼ぎ、人脈を作って起業した。弟妹を大学でも専門学校でも望むところに行かせるつもりで、結婚願望は皆無。
次女：鏡子（きょうこ）
23歳。元レディースの板金工。子供の頃から成一にこき使われることが多い。
三女：絢子（あやこ）
8歳。年の割にしっかり者。おませでおしゃべり。
三男＆四男：実（みのる）＆忍（しのぶ）
7歳の双子。実は成一のコピーのような性格で、将来を心配されている。忍は勉強ができるため、将来は学者かなと期待されている。
五男：翔吾（しょうご）
6歳。天然。冴子と同じく髪質がストレート（残りは全員くせっ毛）。
四女：咲子（さきこ）
4歳。末っ子。みんなに可愛がられて育っている。
冴子のダンナ：斉藤秋良（さいとう あきよし）
32歳。春日の兄。家電量販店社員。息子は涼太(12歳)、娘はあかり。元は別に住んでいたが、加藤家の両親が亡くなってから一緒に住むようになる。

### 他校の生徒、先生
古村秀吉（こむら ひでよし）
しし座、B型、身長184cm。
豊臣農業高等学校畜産科2年で番長。非常に身軽で、時折「うきゃー」と言うなど猿のような人物。しかし名前が「秀吉」であるために子供の頃から「猿・猿」といじめられてきたため、猿と言われると魔王の如くキレる。子羊の「ねね」と、牛の「ちゃちゃ」を飼っている。
徳工の地理巡検の際に出会い、そうかを気に入って、決闘になる。決闘ついでに海で遊ぶことになり、ビーチフラッグでの最終的な結果により、徳工の傘下になる。これにより、そうかの子分は1422人になる。ちなみに豊農の7割は女子生徒。
加賀里政宗（かがり まさむね）
いて座、A型、身長180cm。
伊達学園高校3年で番長。番長という呼び名は「ダサイ」という理由から嫌っており、チアガールの姿をした親衛隊（通称：政宗GIRLS）に「BOSS」と呼ばせている。
典型的なフェミニスト。右目に眼帯をしているが、怪我をしているのかオシャレなのかは不明。伊達政宗→伊達男…の奇跡の連想ゲームで、テンガロンハットを被っている。ちなみに帽子は498円。
学園祭での売上勝負で徳工に負けたため傘下に入り、そうかの子分は2447人になる。
伊賀野半蔵（いがの はんぞう）
一人称「拙者」、語尾に「ござる」をつける典型的な忍者。代々続く忍の家系に生まれ、兄が公務員になったため、跡継ぎとして修行している見習い。
そうか達はレイチが福引きで当てた箱根旅行で、、はっとり山の上にある旅館を目指して登っていた際、全く泳げないのに水遁の術を会得しようとして溺れていたところ出会う。その時に助け優しくしてくれたそうかと加藤を、殿と姫と定めて恩返しをしようとする。しかし逆に騒ぎになってしまい、「旅行を台無しにされた」と徳工一同の怒りを買うが、それが恩返しだったこともあり、徳工一同は怒るに怒れず、一度半蔵は去ったが、「このまま帰れない」と徳工に住み着き、そうかの子分が2447人＋1人となる。
開地光秀（あけち みつひで）
さそり座、AB型、身長179cm。
明智大附属高校3年。明智大学病院院長（母）の一人息子。父は明智大附属高校の理事長。叔父は警視総監。
偶然見かけた男子生徒を配下にしている、そうかを見て面白いと感じ、「データが欲しい」と思うようになるが、それを「恋」と決めつけ、そうかの母が明智大学病院で看護師をしているため、母経由でそうかへ見合いを申し込む。しかしデータ解析が終われば同時に恋も終わりとして離婚すればいいと言い、さらに加藤の将来の年収と自身の年収を比べるなど、数字でしか人を見ないため、そうかにキレられる。
しかしそれで諦めたわけではなく、権力を使ってそうかを明智大附属に編入（同じクラスじゃないと観察できないという理由から飛び級まで）させてさらなるデータ収集を目論む。しかし「無表情が寂しそう」と思っていたそうかに「友達になろう」と言われたことで、後日改めて友人となる。その結果、明智家の面々が子分となり、2539人に増える（光秀が子分と友達を同意義と思っているため）。そうかへの興味は「あこがれ」だった様子。その後も何だかんだで徳工へ顔を出し、有事の際には協力している。
妻樹ひろ子（つまき ひろこ）
23歳、おひつじ座、O型、身長161cm。
開地家の若きメイド長。執事・徳治郎の孫娘で、兵器が好き。
斉藤春日（さいとう かすが）
やぎ座、A型、身長164cm。
大奥女子高等学校1年。自身の兄が加藤の姉（長女）と夫婦であるため、幼なじみで親戚関係。斉藤家は加藤家と同じ通りにある。3歳から空手をやっている。
当初は加藤に気があるような態度を取っていたため、そうかに誤解される。春日本人は駿に一目惚れしており、駿と話す口実に加藤を利用しているに過ぎない。誤解が解けた後は友人になる。
今藤勇（こんどう いさみ）
18歳。やぎ座、O型、身長189cm。
新撰組（暴走族）総長。何かと「誠」を引き合いに出すが、誠の意味を履き違えている節がある。偶然の産物で、そうかに土形と総司を瞬殺されてしまい、彼女をどこかの刺客と勘違いする。その後、大凶を引いたそうかのドタバタでいつの間にか徳工対新撰組の対決に発展してしまうが、自身で放り投げた鉄板入り鞄（大凶を引いた際、レイチに入れられた）が頭に落下したことで負けを認め、徳工の傘下に入り、子分が3071人になる。
土形歳三（ひじかた としぞう）＆総司麗子（そうじ れいこ）
新撰組ナンバー2とナンバー3。土形は17歳、総司は16歳。
総司は病弱で、「病」と書かれたマスクをしている。
白川佐助（しらかわ さすけ）
うお座、A型、身長170cm。
スキーの名門校・真田高校2年。一人称は「おら」で、訛っている。「スキーの怪物」と言われるほどのスキー選手。実はスイスの血が入っている。普段は抜けているが、スキー板をつければ、背筋が伸びてしゃんとするため人が変わる（さらに何故か標準語になる）。
スキー場で転び、雪玉に包まれて転がった際、そうかを下敷きにし、頬にキスしてしまう。その責任を取るために結婚すると言い張って、そうかたちについて回る。その夜、「ホレた」とそうかにプロポーズするが、加藤に邪魔され、そうかをかけてアルペンスキーで勝負することに。しかしそうか本人はこの辺りのことを理解していない。その後加藤との勝負になるが、かつての恋人・雪村が加藤を気に入って妨害したことにより、勝負はうやむやになる。その後徳工生に真田家を案内するが、雪村に婚約者が決められたことで、彼女の幸せを願い、雪村を諦める決意を固めていたため、彼女には会わないようにしていた。しかしそうかが周りを巻き込む2人にキレたことにより、雪村が本音を少しだけ語り、その後雪村の父に全て話すことを決めた様子。その後真田家（間男含む）と佐助が傘下に入り、子分が3174人に増える。
真田雪村（さなだ ゆきむら）
高2。うお座、B型、身長166cm。真田町地主の一人娘。
気に入った男は何が何でも自分の物にするため、「真田の男漁り番長」と呼ばれている。加藤を一目見て気に入り、間男にするため、佐助とのスキー勝負を妨害して誘拐する。
病弱で、ひどい時にはベッドから出られないため、腕だけ鍛えた結果、とてつもない腕力を身につけた。基本的に家の中では自転車で移動している。呼吸器系が弱い。
佐助が好きだが、竹林建設の息子との婚約の話が来てから、佐助から連絡が来なくなったことにより、振られたと思って間男を集めるようになった。
才蔵（さいぞう）というお付きがいる。
あい＆みどり
大奥中学2年生。駅でレイチとぶつかった際、2人そろって彼に一目惚れする。しかしレイチの「王子様っぽい」外見に惚れ込んでいたため、彼の内面（アホな面）を知ってちょっとした騒ぎになる。その際に加藤の制服のボタンに髪が絡まるが、レイチがうまくカットして慰め、最終的に「お姉ちゃん」みたいと慕い、友達関係に落ち着く。
松平宗介（まつだいら そうすけ）
しし座、A型、身長180cm。
県立や私立を選んだ子はその時点でバカと決めつけるほどの学歴潔癖症。徳工に視察に来た際、生徒を一度も見ずに暴言ばかりを吐いていたため、堀田の怒りを買ってしまい、激怒させた。
実は松平の父と堀田は友人（大学が一緒）で、世間を見せる一端として徳工への視察を父に命じられていた。父から「お前は人として馬鹿」とハッキリ怒られ、家に帰りたくないと徳工に置かれることに。
宅義元（たく よしもと）
今川アニメ学園に通う、アニメオタク。典型的なオタクの外見をしている。漫画やアニメDVDを持ち帰るために腕力があり、さらに同人即売会などのイベントがあるために脚力もある。
「宇宙のコスモス」（略称：そらコス）というアニメのヒロイン・コスモスに、そうかがそっくりという理由で、コスモスの衣装を着させ、動画をアップ、コスモス祭を開催することを目論んでいた。
そうかの盗撮写真をアップしていた追跡サイトを作り、そのサイトを偶然光秀が見つけたことにより、彼らが突撃してくる前に、徳工生たちで今川アニメ学園へ乗り込む。その時に「以前の自分を見ているよう」と感じた光秀にパソコンを投げられ、気絶。さらにその後バイトでいなかった加藤が合流（駿が連絡してサイトも教えた）し、残りのオタクも瞬殺される。
その後、今川アニメ学園は傘下に入り、そうかの子分が4126人になる。ちなみに光秀がミハエル将軍にそっくり、加藤がギザエル（悪役）に似ているなど言い出し、パソコン館中野店（加藤の兄がオーナー）でバイトを始めた。
信玄虎太郎（しんげん こたろう）
ふたご座、AB型、身長173cm。
徳工の2駅となりにある男子校・武田大附属の校長。無駄に美声らしい。
裏表が激しく、本性はかなり荒っぽい。ここ数年武田の成績が悪いことから機嫌が悪く、加藤を襲撃させて合同体育祭に出られなくすることを目論んでいた。襲撃は失敗に終わるが、自身の名誉のために加藤の妹を人質にして加藤を転校させ、二度と武田から出さないよう画策する。
合同体育祭にて、加藤が一人勝ちしていくことで機嫌が良かったが、最後のリレーでそうかの涙を見て足を止めた加藤にキレて椅子を投げてしまい、そうかが怪我をする。これにより誓約書は無効とされ、徳工生たちにもすべてバレる。その後、リレーは競技として壊滅したため、最後の種目は大河内によって「武田の校長 ぶっ飛ばし選手権」に変更され、加藤の優勝、さらに加藤は徳工に戻ったため、徳工にポイント加算され逆転勝ちされてしまう。武田が負けたことで、武田の生徒達は傘下に入り、そうかの子分は5151人となる。
その後、祖母の命令で校長をクビになり（新校長は父）、「ちょっとだけの降格に」ということで、校長(仮)という役職に降格した。さらにお花見にきていた徳工と再び騒動を起こしたため、校長(未定)に降格した。
式部紫（しきべ ゆかり）
高3。現役高校生の小説家。堀田の姪で、新作の構造につまり、「女番長と若頭」という組み合わせのバカップルがいると聞いていたのを思い出して取材に来た。担当の藤原にも、インスピレーションのために極道風の格好をしてもらっている。

## 書誌情報
- 藤方まゆ 『あぁ愛しの番長さま』 白泉社〈花とゆめコミックス〉、既刊8巻（2018年12月5日現在）
  1. 2006年11月4日発売[3]、ISBN 4-592-18854-3
  2. 2007年5月2日発売[4]、ISBN 978-4-592-18869-8
  3. 2008年1月4日発売[5]、ISBN 978-4-592-18877-3
    - 「ホームランリング」（『LaLa DX』2005年9月号掲載）を併録。

  4. 2008年8月5日発売[6]、ISBN 978-4-592-18878-0
  5. 2009年5月1日発売[7]、ISBN 978-4-592-18879-7
    - 「スゴイ?」（『LaLa DX』2005年7月号掲載）を併録。

  6. 2017年6月5日発売[8]、ISBN 978-4-592-21117-4
    - 「地味系千花ちゃんは恋をする」（『LaLa』2017年3月号掲載）を併録。

  7. 2018年4月5日発売[9]、ISBN 978-4-592-21118-1
    - 「ホームランリング2」（『LaLa DX』2008年11月号掲載）を併録。

  8. 2018年12月5日発売[10]、ISBN 978-4-592-21119-8